# Dendrophthoe incarnata
Dendrophthoe incarnata là một loài thực vật có hoa trong họ Loranthaceae. Loài này được (Jack) Miq. mô tả khoa học đầu tiên năm 1856.